# مملكة إيطاليا (عصور وسطى)
مملكة إيطاليا (باللاتينية: Regnum Italiæ أو Regnum Italicum) كانت كيانًا سياسيًا تحت سيطرة السلالة الكارولنجية من إمبراطورية الفرنجة أولًا بعد الهزيمة التي مني بها اللومبارديون عام 774. دمجت نهاية في الإمبراطورية الرومانية المقدسة في 962.
أثبتت مملكة اللومبارد كونها أكثر استقرارًا من سابقتها مملكة القوط الشرقيين، ولكن وفي عام 774 وبحجة الدفاع عن البابوية، غزاها الفرنجة بقيادة شارلمان. أبقى الفرنجة على الكيان الإيطالي اللومباردي منفصلًا عنهم، ولكن تلك المملكة اشتركت في كافة المراحل والانقسامات والحروب الأهلية والأزمات الخاصة بالإمبراطورية الكارولنجية والتي أصبحت جزءًا منها حتى حلول نهاية القرن التاسع، حيث أصبحت المملكة الإيطالية مستقلة، ولكنها شديدة اللامركزية.
ادعى أوتو الأول ملك ألمانيا حقه في عرش المملكة الإيطالية. شكل الاتحاد الشخصي لعرشي المملكتين وتتويج أوتو إمبراطورًا رومانيًا مقدسًا في كاتدرائية القديس بطرس في 962 أساس الإمبراطورية الرومانية المقدسة. اختفت الحكومة المركزية في إيطاليا بسرعة في العصور الوسطى العليا، ولكن فكرة المملكة استمرت. كانت قبل عصر النهضة نوعًا من الخيال القانوني لكنها استمرت كلقب حتى أواخر عهد الإمبراطورية الرومانية المقدسة في 1806، عندما أسس نابليون بونابرت مملكة إيطاليا الخاصة به دون أي اعتبار لشبح المملكة القروسطية.

## مملكة اللومبارد

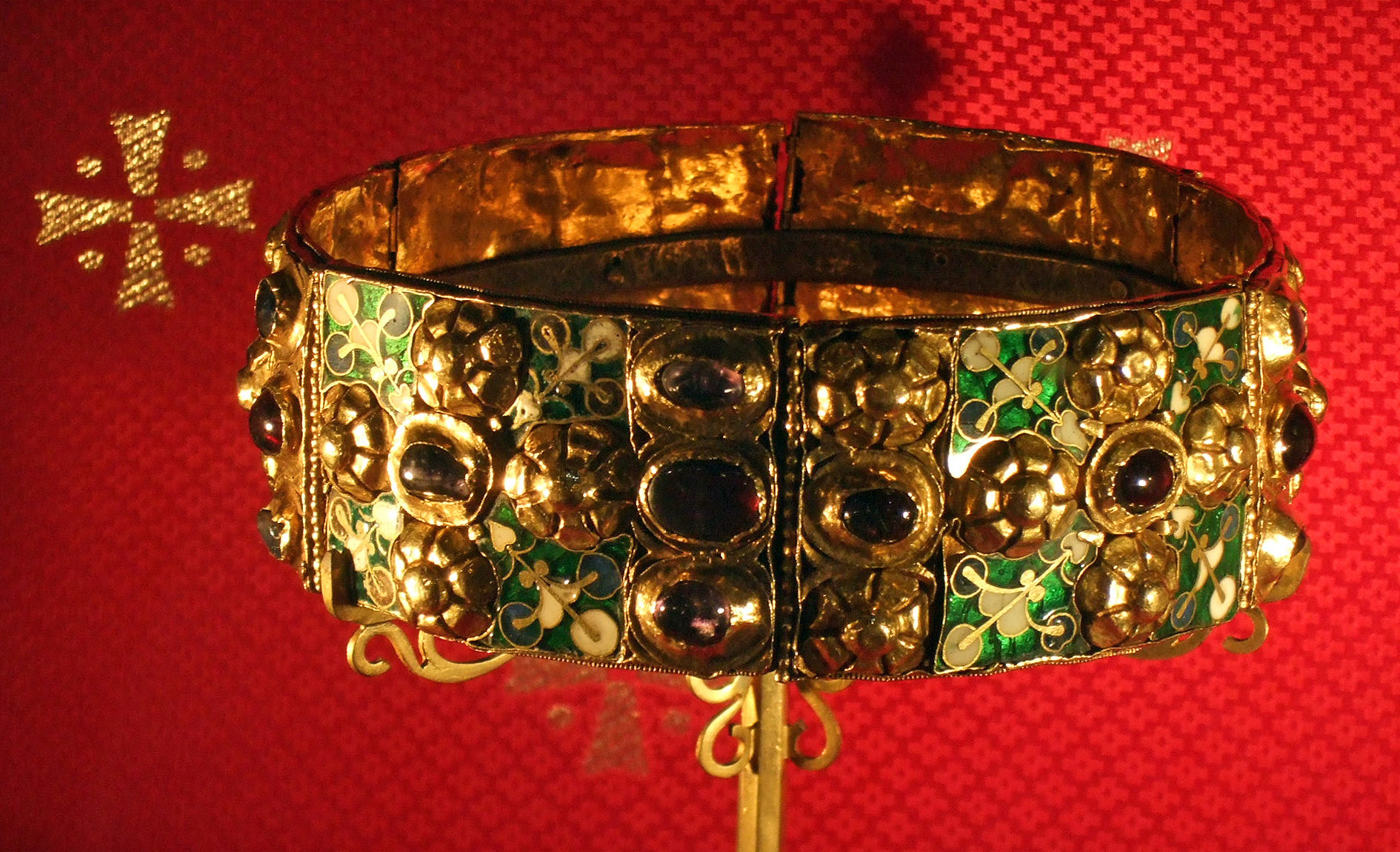
التاج الحديدي اللومباردي في كاتدرائية مونزا حاليًا.

بعد معركة تاجيناي والتي قتل فيها ملك القوط الشرقيين توتيلا، تمكن القائد البيزنطي نارسيس من الاستيلاء على روما وحصار كوماي. جمع تيا ملك القوط الشرقيين الجديد ما تبقى من جيشه وسار لرفع الحصار، ولكن في أكتوبر 552 نصب نارسيس كمينًا في مونس لاكتاريوس (مونتي لاتاري حاليًا) في كامبانيا، بالقرب من بركان فيزوف ونوتشريا ألفاتيرنا. استمرت المعركة يومين وقتل تيا فيها. تم القضاء على سلطة القوط الشرقيين في إيطاليا، ولكن نارسيس سمح للناجين القلائل بالعودة إلى ديارهم كرعايا للإمبراطورية. أدى عدم وجود أي سلطة حقيقية في إيطاليا مباشرة بعد المعركة لغزوها من قبل الفرنجة، لكنهم هزموا وعادت شبه الجزيرة لفترة قصيرة للإمبراطورية.
حكم ملوك اللومبارد الشعب الجرماني منذ غزوهم لإيطاليا في 567-568 حتى ضياع الهوية اللومباردية في القرنين التاسع والعاشر. بعد عام 568، نصب ملوك اللومبارد أنفسهم أحيانًا ملوكًا على إيطاليا (باللاتينية: rex totius Italiæ). بعد هزيمة اللومبارد في حصار بافيا (774)، خضعت المملكة لسيطرة شارلمان. استخدم التاج الحديدي اللومباردي (كورونا فيريا) لتتويج الملوك اللومبارد وملوك إيطاليا بعد ذلك لعدة قرون.
المصادر الرئيسية للملوك اللومبارد قبل الغزو الفرنجي هي أوريجو جنتيس لانغوباردوروم المجهول من القرن السابع وهيستوريا لانغوباردوروم من القرن الثامن من تأليف بولس الشماس. أوائل الملوك (في مرحلة ما قبل السلالة الليثينغية) المدرجون في أوريجو أشبه بالأساطير. يزعم أنهم حكموا خلال فترة الهجرة وأول حاكم بشكل مستقل عن التقليد اللومباردي هو تاتو.
لم تكن السيطرة الفعلية لملوك المناطق الرئيسية التي تشكل المملكة - لانغوبارديا الكبرى في الوسط والشمال (مقسمة بدورها إلى غربية وشرقية) ولانغوبارديا الصغرى في الوسط الجنوب - ثابتة خلال عمر المملكة الذي دام لقرنين من الزمان. تطورت المرحلة الأولى من الاستقلال الذاتي القوي للعديد من الدوقيات والتي طورت بمرور الوقت سلطة ملكية متنامية، رغم أن رغبات الدوقات في الحكم الذاتي لم تتحقق بالكامل.

## الإمبراطورية الكارولينجية
أدت وفاة الإمبراطور لوثر الأول في 855 إلى انقسام مملكته فرانسيا الوسطى بين أبنائه الثلاثة. ورث البكر - لويس الثاني - الأراضي الكارولنجية في إيطاليا، والتي تعتبر المرة الأولى (عدا الفترة الوجيزة من حكم بيبين بن شارلمان في العقد الأول من القرن) التي تحكم ككيان بحد ذاتها. شملت المملكة كل إيطاليا وصولًا إلى روما وسبوليتو جنوبًا، بينما كانت بقية الجنوب الإيطالي تحت حكم إمارة بينيفنتو اللومباردية أو الإمبراطورية البيزنطية.
بعد وفاة لويس الثاني من دون ورثة، كانت هناك عدة عقود من الارتباك. في البداية تنازع على التاج الإمبراطوري الحكام الكارولنجيون من فرانسيا الغربية (فرنسا) وفرانسيا الشرقية (ألمانيا) حيث نجح ملك الغربية (شارل الأصلع) ثم الشرقية (شارل البدين) بالسيطرة عليها. بعد خلع الأخير، قام النبلاء المحليون (غاي الثالث من سبوليتو وبرنغار من فريولي) بالتنازع على التاج، كما لم يتوقف التدخل الخارجي، حيث ادعى كل من أرنولف من فرانسيا الشرقية ولويس الكفيف من بروفنس العرش الامبراطوري لبعض الوقت. عانت المملكة أيضًا من الهجمات الإسلامية المنطلقة من جزيرة صقلية وشمال أفريقيا، مما جعل من السلطة المركزية في حدها الأدنى في أحسن الأحوال.
لم يتحسن الوضع جدًا في القرن العاشر حيث تنازع نبلاء البرغندي والنبلاء المحليون على التاج. فرض النظام في النهاية من الخارج، عندما قام الملك الألماني أوتو الأول بغزو إيطاليا واحتفاظه بالعرشين الإمبراطوري والإيطالي لنفسه في 962.

## الإمبراطورية الرومانية المقدسة
بعد عام 962، كان ملوك إيطاليا أيضًا ملوكًا على ألمانيا، وهكذا أصبحت إيطاليا مملكة من مكونات الإمبراطورية الرومانية المقدسة إلى جانب ألمانيا و (بعد 1032) بورغندي. توج الملك الألماني من قبل رئيس أساقفة ميلان بالتاج اللومباردي الحديدي في بافيا تمهيدًا لزيارته لروما ليتوج إمبراطورًا من قبل البابا.
بشكل عام، فإن غياب الملك شبه الدائم حيث قضى الملوك معظم أوقاتهم في ألمانيا، خلف مملكة إيطاليا بقليل من السلطة المركزية. كان هناك أيضًا غياب أقطاب السلطة من ملاك الأرض حيث كانت مرغرافية توسكانا الاستثناء الوحيد والتي امتلكت أراض واسعة في توسكانا ولومبارديا وإميليا ولكنها فشلت بسبب عدم وجود ورثة بعد وفاة ماتيلدا من كانوسا في عام 1115. ترك هذا الأمر فراغًا في السلطة ملأته البابوية بشكل متزايد والمدن ذات الثراء المتزايد والتي نمت تدريجيًا لتسيطر على المناطق الريفية المحيطة بها.
تجلت القوة المتزايدة للمدن بداية خلال عهد الإمبراطور فريدريك بربروسا هوهنشتاوفن (1152-1190)، الذي حاول استعادة السلطة الإمبراطورية في شبه الجزيرة مما أدى إلى سلسلة من الحروب مع الرابطة اللومباردية (رابطة المدن الإيطالية الشمالية) وفي نهاية المطاف إلى انتصار حاسم للرابطة في معركة لينيانو في 1176، مما أجبر فريدريك على الاعتراف بالحكم الذاتي للمدن الإيطالية.
تمكن نجل فريدريك هنري السادس فعلًا من توسيع سلطة هوهنشتاوفن في إيطاليا عبر غزوه لمملكة النورمان في صقلية والتي ضمت صقلية وجنوب إيطاليا. حاول فريدريك الثاني - والذي كان أول إمبراطور يجعل من إيطاليا مقر إقامته منذ القرن العاشر - نجل هنري متابعة مهمة والده لاستعادة السلطة الإمبراطورية على المملكة الإيطالية الشمالية، مما أدى إلى معارضة شديدة ليس فقط من العصبة اللومباردية المحدثة ولكن أيضًا من قبل الباباوات، الذين كانوا في قلق متزايد على نفوذهم في وسط إيطاليا (نظريًا جزء من الإمبراطورية) وإزاء الطموحات الإجمالية لأباطرة هوهنشتاوفن.
كانت جهود فريدريك الثاني في إخضاع كامل إيطاليا كجهود جده، ووضعت وفاته عام 1250 نهاية للمملكة الإيطالية بوصفها وحدة سياسية حقيقية. استمر الصراع بين الغيبلينيين (أنصار الإمبراطورية) والغيلفيين (أنصار البابوية) في المدن الإيطالية، ولكن هذه الصراعات كانت أقل ارتباطًا بالأطراف المعنية.
لم تكن المملكة عديمة المعنى تمامًا. عاد الأباطرة المتعاقبون في القرنين الرابع عشر والخامس عشر ليتوجوا في روما، ولم ينس أحد مطالباتهم النظرية بالسيادة على مملكة إيطاليا. كما لم تنس مطالبات الأباطرة بالهيمنة الكاملة في إيطاليا نفسها، حيث أعرب كتاب مثل دانتي أليغييري ومارسيليوس من بادوا عن التزامهم على حد سواء بمبدأ الملكية الشاملة والمطالب الفعلية للإمبراطورين هنري السابع ولويس الرابع على التوالي.
تجلت المطالب بسيطرة الإمبراطورية على إيطاليا في معظمها في منح الألقاب للعديد من الرجال الأقوياء ذوي النفوذ والذين باشروا فرض سيطرتهم على المدن الجمهورية السابقة. أبرز هؤلاء فيسكونتي من ميلان حيث جعل الملك فينسيسلاوس ملك ألمانيا جان غالياتسو فيسكونتي دوقًا على ميلانو عام 1395. نالت عائلات أخرى ألقابًا جديدة من الأباطرة مثل غونزاغا من مانتوفا وإستي في فيرارا ومودينا.

## مملكة في الظل
في بداية الفترة الحديثة المبكرة، كانت مملكة إيطاليا موجودة ولكن مجرد ظل. كانت أراضيها محدودة جدًا بسبب فتوحات جمهورية البندقية التي اعتبرت نفسها مستقلة عن الإمبراطورية، حيث ضم «دوميني دي تيرافيرما» معظم شمال شرق إيطاليا خارج إطار السلطة القانونية للإمبراطورية، في حين ادعى الباباوات السيادة الكاملة والاستقلال في الولايات البابوية في إيطاليا الوسطى. ومع ذلك، كان الإمبراطور كارلوس الخامس - والذي نال ميراثه من إسبانيا ونابولي أكثر من كونه إمبراطورًا - قادرًا على فرض هيمنته على إيطاليا وهو ما لم يحدث منذ عهد الإمبراطور فريدريك الثاني. طرد الفرنسيين من ميلان ومنع أية محاولة من جانب الأمراء الإيطاليين - بمساعدة فرنسية - لتأكيد استقلالهم في عصبة كونياك حيث احتل روما وأخضع البابا كليمنت السابع من آل ميديشي وغزا فلورنسا حيث أعاد آل ميديشي دوقات على فلورنسا (ولاحقًا دوقية توسكانا الكبرى) وبعد انقطاع نسل سفورزا في ميلانو، طالب بأراضيها باعتبارها إقطاعية إمبراطورية وثبت ابنه فيليب دوقًا عليها.
مع ذلك، لم تدم هذه الهيمنة الإمبراطورية الجديدة في الإمبراطورية التي ورثها فرديناند أخ كارلوس، وإنما نقلت من قبل كارلوس لابنه الذي أصبح ملك إسبانيا.
مع ذلك، ظلت المطالبات الامبراطورية بسلطانها وتحولت لمطالبة عملية في بدايات القرن السابع عشر عندما شغرت دوقية مانتوفا في 1627. استخدم الإمبراطور فرديناند الثاني حقوقه كسيد إقطاعية لمنع الوريث دوق نيفير الفرنسي من الاستيلاء على الدوقية، مما أدى إلى حرب الخلافة المانتوفية وهي جزء من حرب الثلاثين عامًا. في أوائل القرن الثامن عشر وخلال حرب الخلافة الإسبانية استخدمت الإمبراطورية ذات الذريعة للاستيلاء على مانتوفا في 1708، والتي ضمها حينها آل هابسبورغ النمسا لدوقية ميلانو التي احتلوها حديثًا.
كان ذاك آخر استخدام للسلطة الإمبراطورية على ذاك النحو في إيطاليا. أبقى النمساويون السيطرة على ميلان ومانتوفا وبشكل متقطع على الأقاليم الأخرى (توسكانا خصوصًا بعد 1737)، ولكن الادعاء بالسيادة الإقطاعية أصبح غير ذا معنى عمليًا. ظلت المطالبات الإمبراطورية بإيطاليا لقبًا ثانويًا فقط للناخب رئيس أساقفة كولونيا ليكون «رئيس مستشاري إيطاليا» وباللقب الرسمي للإمبراطور في مختلف المعاهدات في حل خلافات الدول الإيطالية الشمالية التي كانت لا تزال تعتبر إقطاعيات تابعة له. خلال حروب الثورة الفرنسية، طرد النمساويون من إيطاليا من قبل نابليون الذي نصب جمهوريات في جميع أنحاء شمال إيطاليا كما أن إعادة تنظيم الإمبراطورية في 1799-1803 لم يترك مجالًا للمطالبات الإمبراطورية بإيطاليا - كما اختفى منصب رئيس أساقفة كولونيا ليصبح علمانيًا إلى جانب الأمراء الكنسيين الآخرين. في عام 1805، عندما كانت الإمبراطورية حية، أعلن نابليون نفسه إمبراطورًا باسم نابليون الأول وادعى تاج إيطاليا لنفسه وارتدى التاج الحديدي في ميلانو في 26 مايو 1805. ألغيت الإمبراطورية في العام التالي وأنهت أي وجود نظري لمملكة إيطاليا.

## طالع أيضًا
- الإمبراطورية الرومانية المقدسة
- إمبراطورية كارولنجية
- مملكة إيطاليا النابوليونية
- الحروب الإيطالية